# Ciudad de la Educación de Doha
La Ciudad de la Educación es una iniciativa de la Fundación Catar para la Educación, la Ciencia y la Comunidad para el Desarrollo. Situada en las afueras de Doha, la capital de Catar, en la ciudad de Al-Rayyan, la Ciudad de la Educación cubre 14 kilómetros cuadrados y alberga las instalaciones educativas desde la edad escolar a nivel de investigación y universidades. La Ciudad de la Educación tiene como objetivo ser el centro de la excelencia educativa en la región, instruyendo a los estudiantes en las áreas de importancia crítica para la región del Consejo de Cooperación del Golfo. También se concibe como un foro donde compartir y universidades de investigación a forjar las relaciones con empresas e instituciones en los sectores público y privado. Mozah bint Nasser Al Missned fue una fuerza impulsora detrás de la fundación y construcción de la Ciudad de la Educación. 

## Colegios

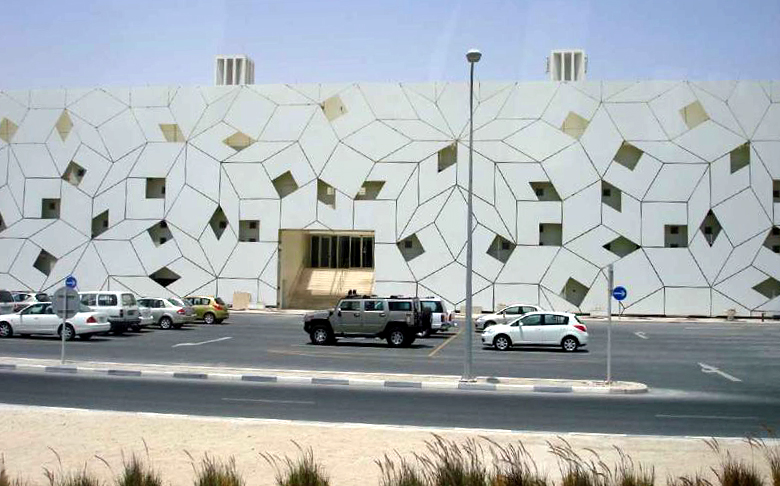
Las Artes Liberales y Ciencias de construcción de casas aulas para varias escuelas

. Seis universidades de EE. UU. tienen una sucursal en el campus de La Ciudad de la Educación: 
- La Virginia Commonwealth University en Catar Escuela de las Artes(VCUQ). Fundada en 1998, la VCUQ ha ofrecido a los estudiantes la oportunidad de obtener una licenciatura en Bellas Artes (cursos de 4 años) en el diseño de moda, diseño gráfico, diseño de interiores o pintura y grabado, así como un máster de Bellas Artes en Estudios de Diseño (2 años) .
- El Colegio Médico Weill Cornell en Catar (WCMC-Q). El Colegio Médico se estableció por la Universidad de Cornell en 2001 y ofrece un programa de dos años de pre-médica seguido por el programa médico de cuatro años que permite obtener un título de Doctor en Medicina.
- La Texas A&M University en Catar (TAMUQ). TAMUQ se estableció en 2003 y ofrece títulos de licenciatura en química, eléctrica, mecánica e ingeniería del petróleo.
- La Carnegie Mellon University en Catar (CMU-Q). CMU-Q existe desde 2004. Ofrece títulos de grado superior en los negocios, los programas de ciencias de la informática, y en 2007 implantó una licenciatura en sistemas de información.
- La Escuela Universitaria Georgetown de Servicio Exterior de Catar (SFS-Catar). SFS-Catar, desde 2005, ofrece un programa de cuatro años que permite obtener un título de licenciatura en el servicio exterior.
- La Universidad de Northwestern en Catar (NU-Q) comenzó programas de licenciatura en periodismo y comunicación en el otoño de 2008.

Una universidad del Reino Unido también tiene una sucursal en el campus de la Ciudad de la Educación: 
- El University College de Londres en Catar (UCL-Q) comenzará a ofrecer sus grados de maestría en las áreas de la museología, la conservación y la arqueología en 2011.

También cuenta con una universidad catarí: 
- La Facultad de Estudios Islámicos (QFIS). Se inició en 2007 ofreciendo una maestría en Estudios Islámicos.

Otros centros situados en el campus incluyen:
- La Academia de Catar. La academia ofrece una educación internacional para niños y niñas desde preescolar hasta acceso a la universidad. Catar Academia está plenamente acreditado por la asociación estadounidense de Nueva Inglaterra de Escuelas y Facultades y la sede en Europa del Consejo de Colegios Internacionales.
- El Centro de Aprendizaje. Esta es una escuela para los estudiantes que tienen un potencial promedio o por encima de lo norma, pero han tenido problemas académicos, sino que ayuda a los estudiantes en el desarrollo de habilidades compensatorias de las diferencias individuales de aprendizaje.
- "Academic Bridge Program". Se estableció en el 2001. Este centro ofrece un programa preparatorio para la universidad y este centro ofrece un programa de preparación universitaria y tiene como objetivo dotar especialmente seleccionados, los graduados de "alto calibre" de Secundaria para la admisión a los programas de grado de los dos campus de la Fundación Catar, La Ciudad de la Educación y otras universidades de clase mundial.

## Investigación e Industria
Varios centros de educación con sede en la ciudad se centran en la ciencia y la investigación. Estos incluyen: 
- RAND-Catar Policy Institute (RQPI), que trata los problemas complejos de política y ayuda a poner en práctica soluciones duraderas para los clientes de todo Oriente Medio, África del Norte y Asia del Sur.
- El Parque Tecnológico y Científico de Catar (QSTP), una instalación que tiene 45.000 metros cuadrados de superficie entre oficinas y laboratorios. El QSTP tiene como objetivo el ahorro de combustible de Catar.
- Investigación Agrícola Nacional de Catar (QNRF), que apoya la investigación que está en el interés nacional. Se creó para proporcionar oportunidades a los investigadores en todos los niveles, desde estudiantes hasta profesionales, en los sectores privado, público y académico. El primero de sus programas de financiación, el Programa de Investigación de Pregrado de Experiencia, se puso en marcha en 2006.

## Otros Centros
- Doha Debates, un foro público para el diálogo inspirado en los debates de Oxford y retransmitidos por la BBC.
- Catardebate, auna iniciativa de los jóvenes el compromiso cívico que tiene como objetivo fomentar una cultura de debate y discusión en Catar y el más amplio mundo árabe, la creación de 'polemistas hoy, mañana los líderes.
- Al Jazeera Children's Channel (JCC), un canal de televisión de los jóvenes pan-árabe que tiene como objetivo lograr un equilibrio entre la educación y el entretenimiento.
- Al Shaqab (ganadería y academia ecuestre)
- Estudio de Fitch, una extensión del estudio de Fitch en Londres.
- Centro Médico y de Investigación Sidra, un hospital de enseñanza y la investigación programada para abrir a finales de 2010. Sidra será la sede para la enseñanza primaria Colegio Médico Weill Cornell en Catar.

## La Fundación Catar de Educación, la Ciencia y la Comunidad para el Desarrollo
La educación de la ciudad también aloja la Fundación Catar para la Educación, la Ciencia y la Comunidad para el Desarrollo, una organización privada, fletado, sin fines de lucro en el estado de Catar, fundada en 1995 por decreto de Su Alteza el Jeque Hamad Bin Khalifa Al Thani, Emir de Catar. Bajo el paraguas de la Fundación de Catar son Ciudad de la Educación, que comprende universidades de élite, varios programas académicos y de capacitación y el Parque Científico y Tecnológico de Catar, que cuenta con más de 21 empresas de clase mundial que participan en la investigación científica y el desarrollo. Fundación Catar ha puesto en marcha la Cumbre Mundial de Innovación para la Educación - EI - un foro global que reúne a actores de la educación, líderes de opinión y tomadores de decisiones de todo el mundo para discutir temas educativos. La primera edición se celebró en Doha, Catar, del 16 de noviembre al 18 de 2009, la segunda del 7-9 de diciembre de 2010. La tercera edición se celebrará del 1 a 3 de noviembre de 2011. 